# Philipp Gerlach
Philipp Gerlach, född 24 juli 1679 i Spandau, Kurfurstendömet Brandenburg, död 17 september 1748 i Berlin, Preussen, var en preussisk barockarkitekt. Han blev kunglig byggdirektör och ansvarig stadsarkitekt för Berlin 1707 och därefter direktör för hela det preussiska statliga byggväsendet 1720 under Fredrik Vilhelm I av Preussen. Bland hans huvudverk märks utformningen av flera monumentala torg och byggnader i Berlin och Potsdam. Han lämnade sin kungliga tjänst 1737 av hälsoskäl och efterträddes av Titus de Favre.

## Byggnadsverk i urval

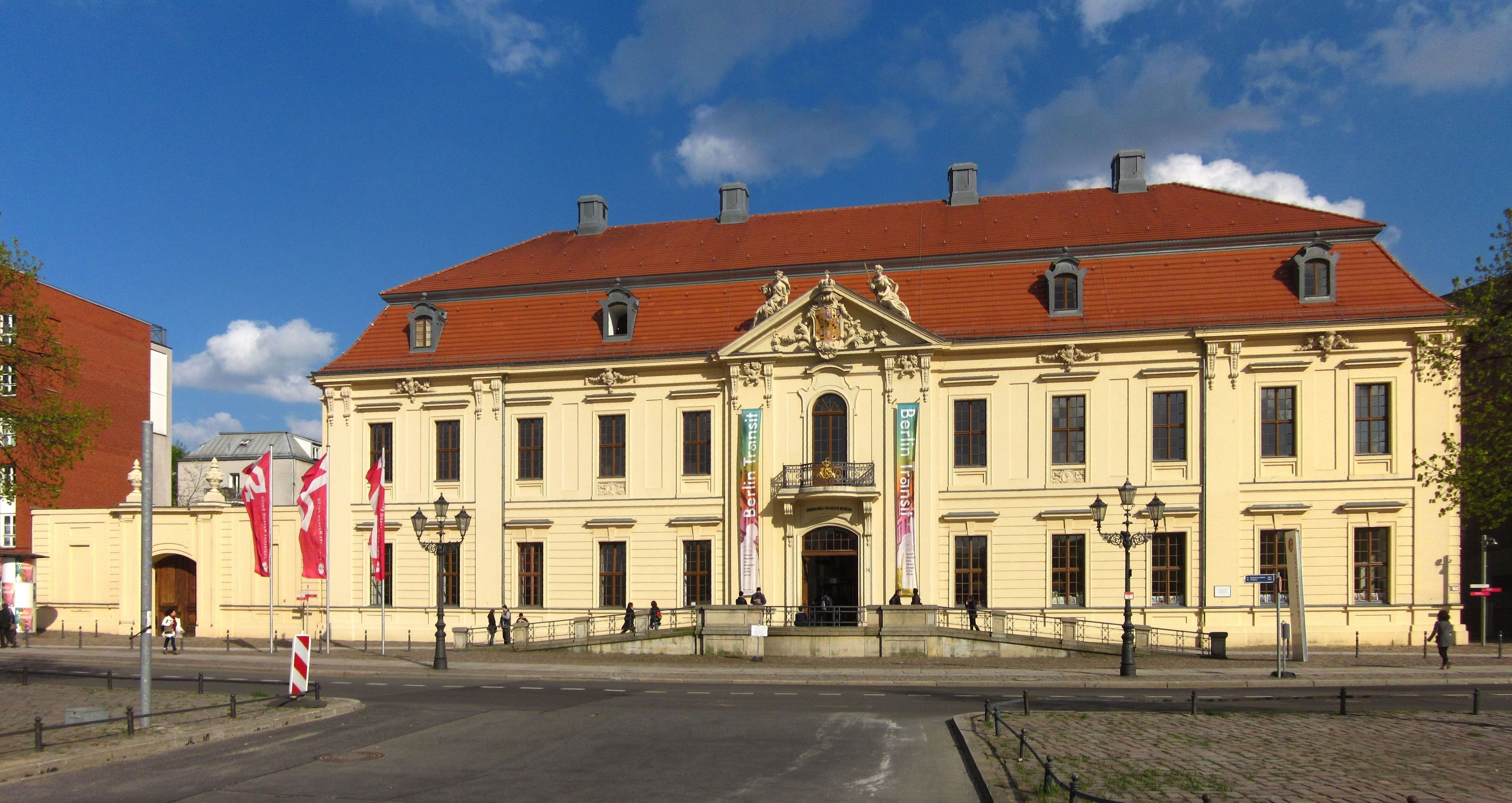
Kollegienhaus, nuvarande Jüdisches Museum Berlin.

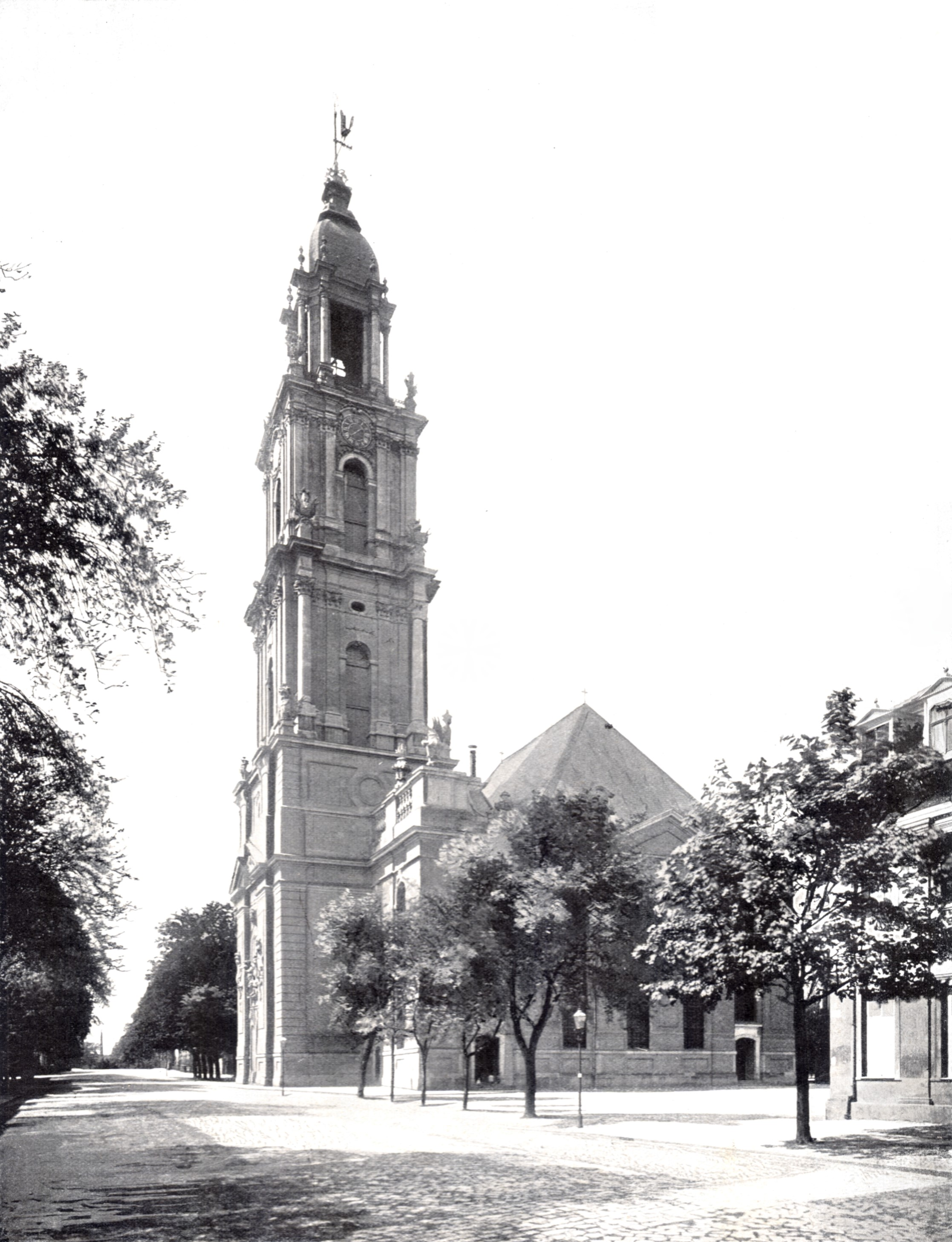
Garnisonkirche i Potsdam omkring år 1900.

- Kollegienhaus, numera del av Jüdisches Museum Berlin, 1734-1735.
- Tre stora torg i stadsdelarna Friedrichstadt och Dorotheenstadt i Berlin: Pariser Platz (Quarree), Leipziger Platz (Oktogon) och Mehringplatz (Rondell). Samtliga har behållit sin ursprungliga form till idag men inga hus från den kringliggande bebyggelsen återstår.
- Garnisonkirche i Potsdam, skadad i andra världskriget och riven 1968.
- Gamla Nikolaikyrkan i Potsdam (förstörd i brand och ersatt med den nuvarande)
- Gamla Brandenburger Tor i Berlin (senare ersatt med den nuvarande)
- Parochialkirches torn, Berlin
- Sophienkirche, Berlin